# Ignazio Giunti
Ignazio Francesco Giunti (Roma, 30 de agosto de 1941 – Buenos Aires, 10 de janeiro de 1971) foi um automobilista italiano que disputou 4 provas de Fórmula 1, todas pela temporada de 1970.

## Carreira

### Turismo e protótipos

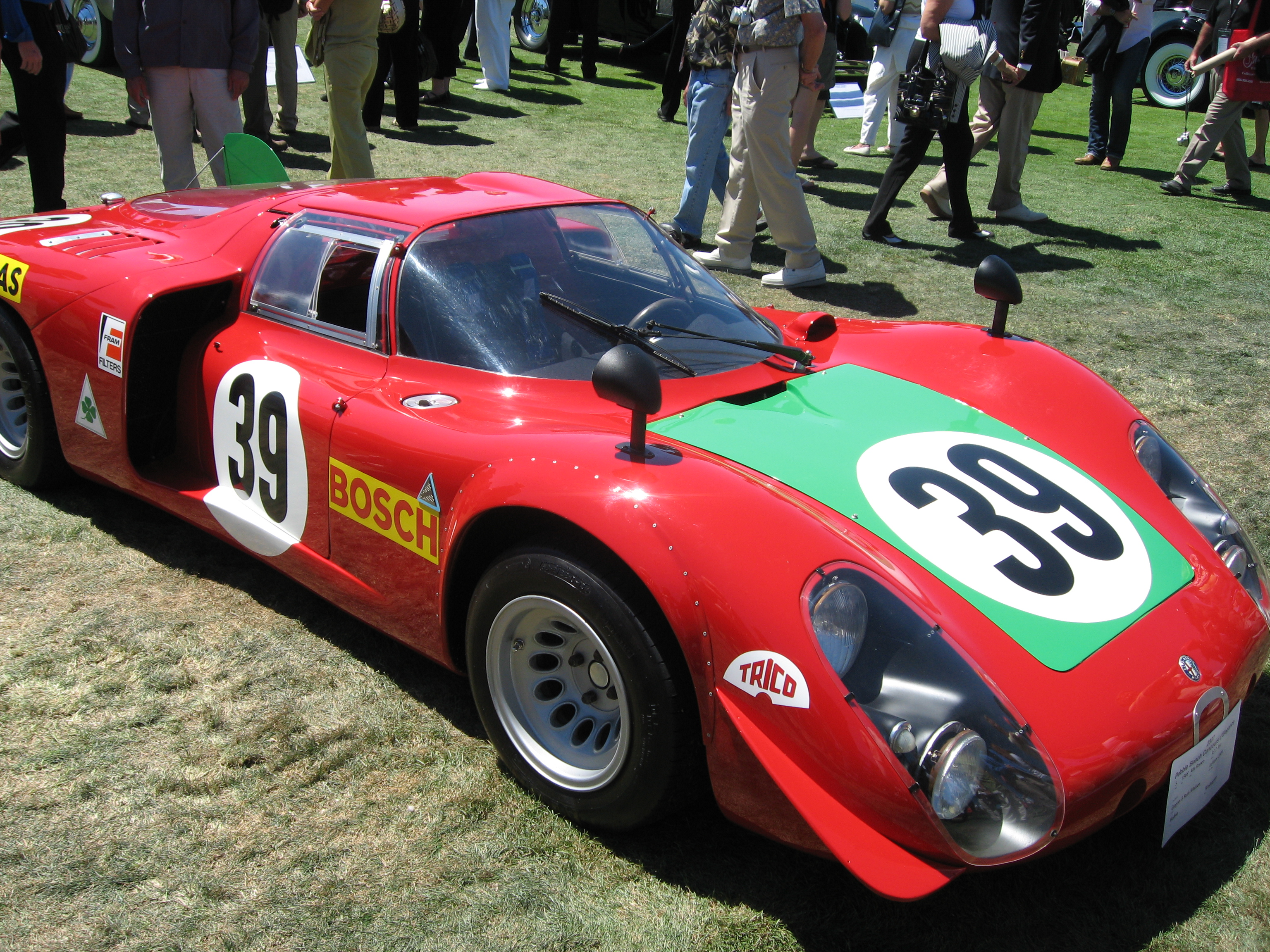
Alfa Romeo 33/2 pilotado por Giunti e Nanni Galli que terminou em quarto lugar nas 24 Horas de Le Mans de 1968.

Vindo de uma família abastada, Giunti iniciou a carreira automobilística aos 20 anos escondido de seus pais (o barão Pietro Giunti e a condessa Maria Gabriella San Martino di Strambino, proprietários de um albergue em Sangineto, eram contrários à decisão), disputando provas de subida de montanha pilotando um Alfa Romeo Giulietta TI alugado. Disputou também corridas dos campeonatos italiano e europeu de turismo, além de 3 edições das 24 Horas de Le Mans, tendo conquistado um quarto lugar em 1968 (vencedor da classe P 2.0) em dupla com Nanni Galli. Em 1970, assinou com a Ferrari para as competições de carros esportivos, inclusive vencendo as 12 Horas de Sebring em parceria com Nino Vaccarella e Mario Andretti.

## Carreira na Fórmula 1

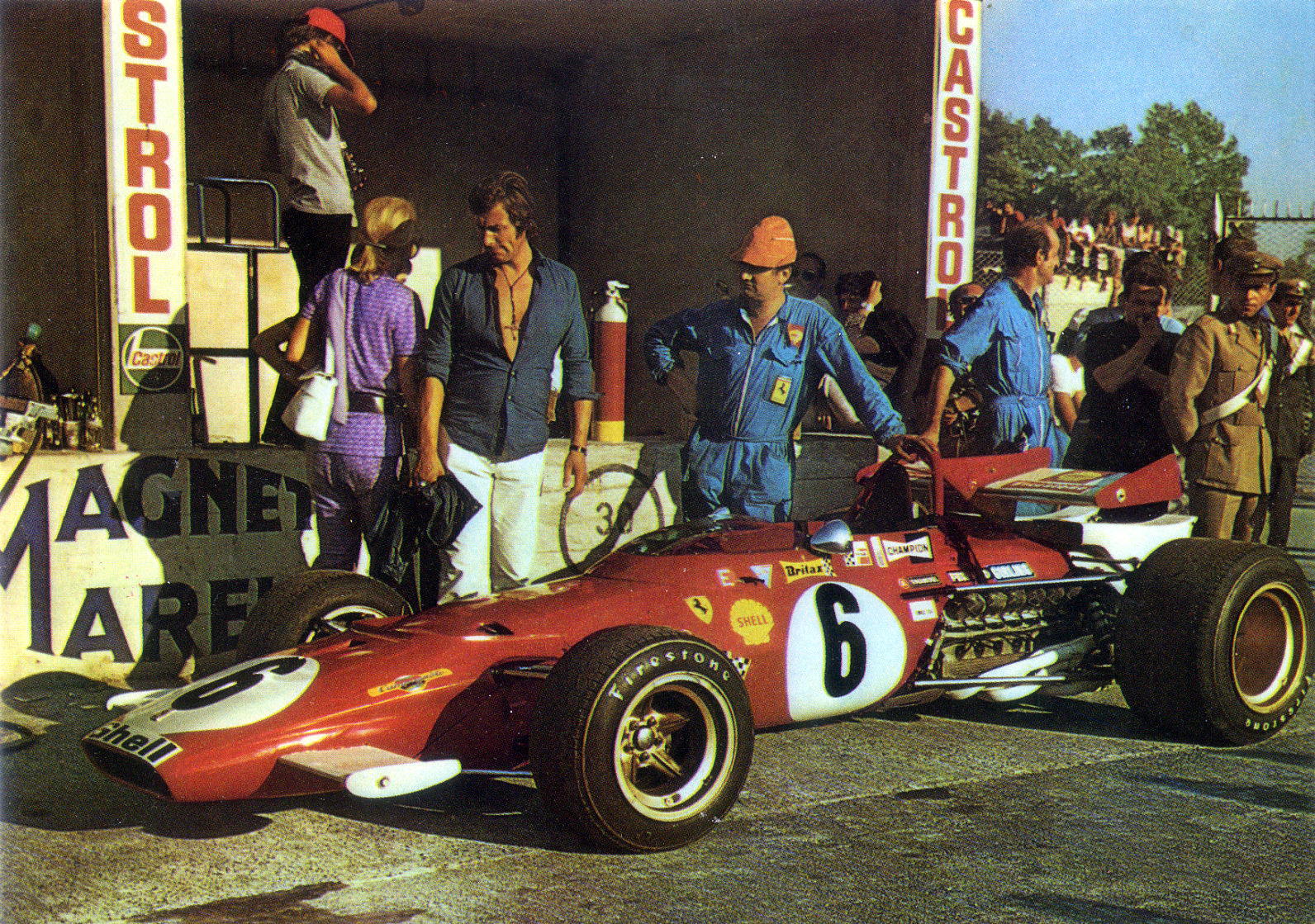
Giunti nos boxes da Ferrari no GP da Itália de 1970.

Giunti estreou na Fórmula 1 no Grande Prêmio da Bélgica pilotando um segundo carro da Ferrari, obtendo um quarto lugar e marcando 3 pontos (os únicos de sua curta passagem pela categoria). Ele ainda participou das etapas da França (14º lugar), Áustria (7º lugar) e Itália (abandonou).

## Morte
Em 10 de janeiro de 1971, Giunti participava dos 1000 km de Buenos Aires em dupla com Arturo Merzario e liderava a corrida quando não percebeu Jean-Pierre Beltoise empurrando seu Matra-Simca, que estava parado sem gasolina e, ao tentar desviar, atingiu a traseira do protótipo francês. A Ferrari 312PB do italiano se incendiou e ele foi levado ao hospital com graves queimaduras e chegou a sofrer uma parada cardíaca, falecendo 2 horas depois. Abalados, integrantes de Ferrari e Alfa Romeo ameaçaram agredir funcionários da Matra-Simca (que teve o box fechado) e o próprio Beltoise, que chegou a ser suspenso durante alguns meses pela FIA.
Seu corpo foi sepultado no Cemitério del Verano, em Roma, e em sua homenagem o Instituto Superior de Ciências Automobilísticas, em Módena, recebeu seu nome. Um busto de Giunti foi também instalado no Circuito de Vallelunga, onde se destacou.